# 所罗门池

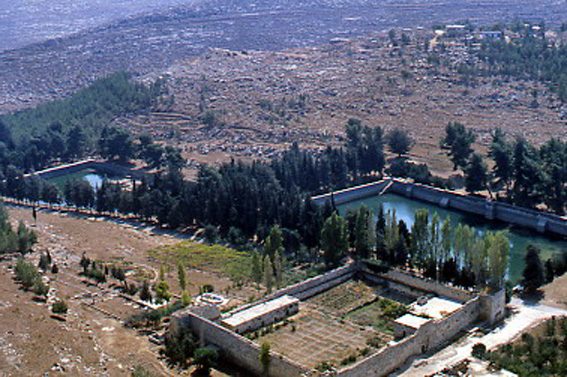

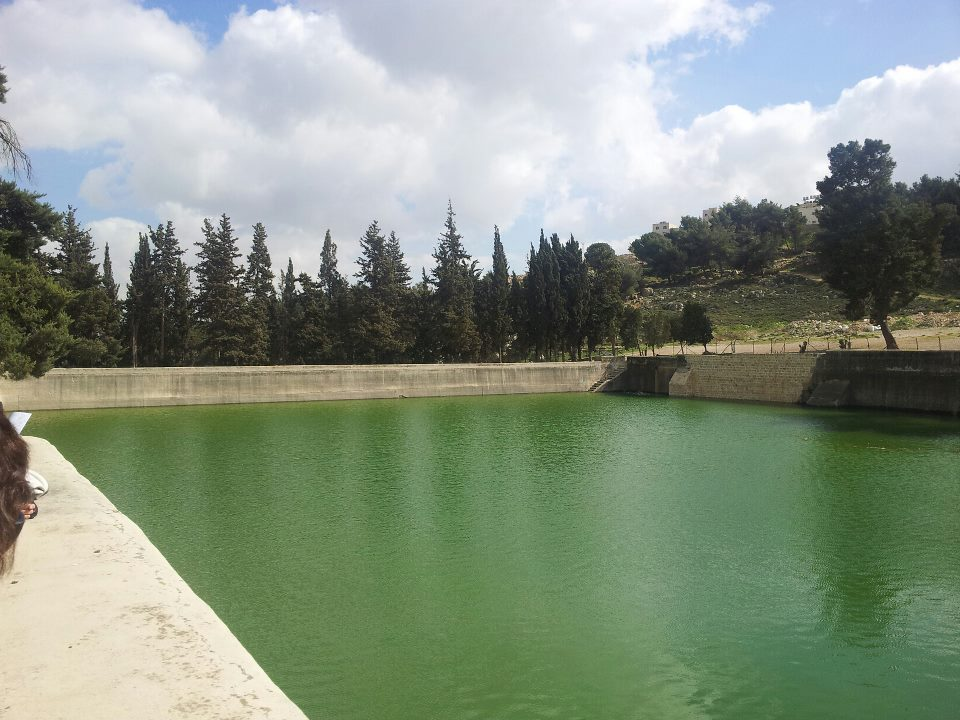

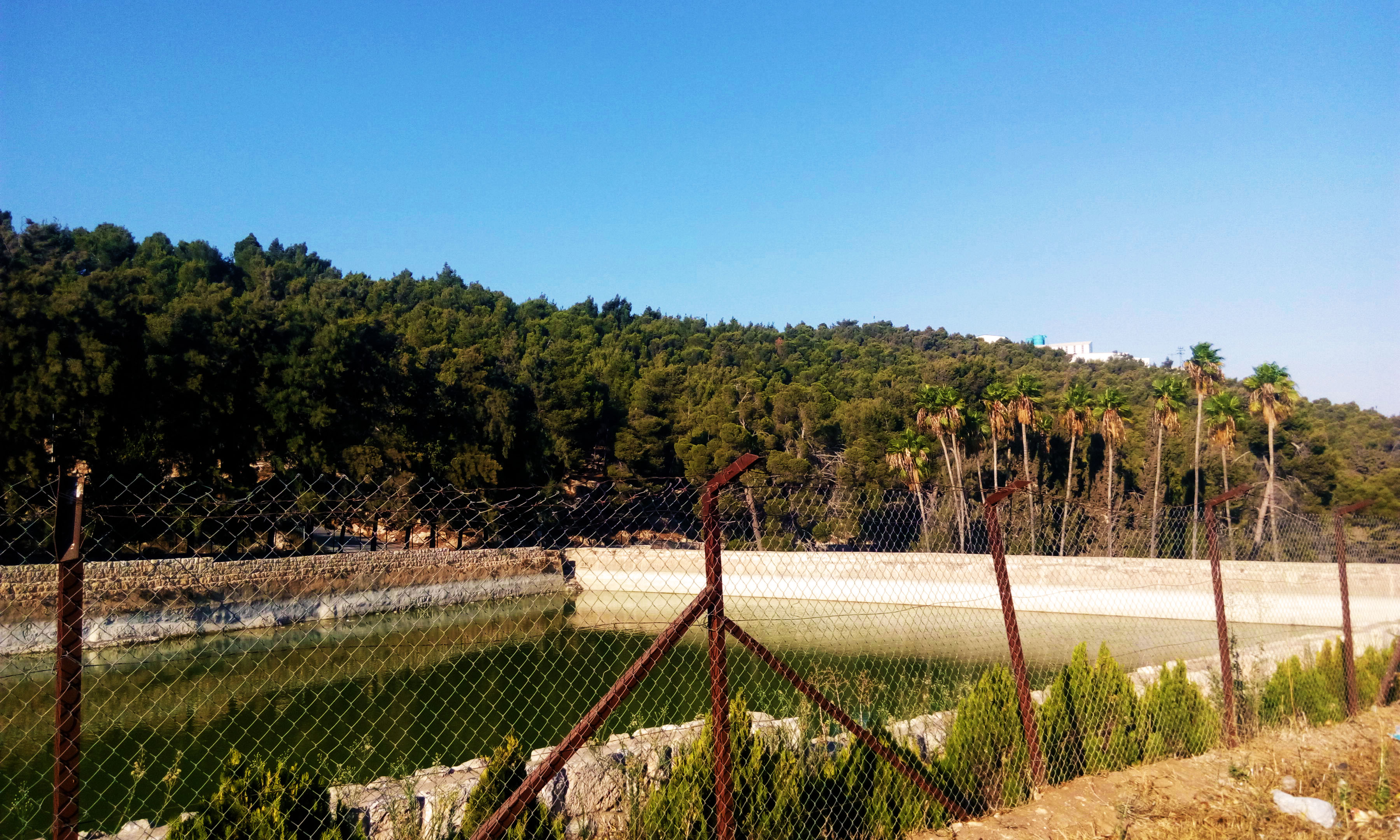

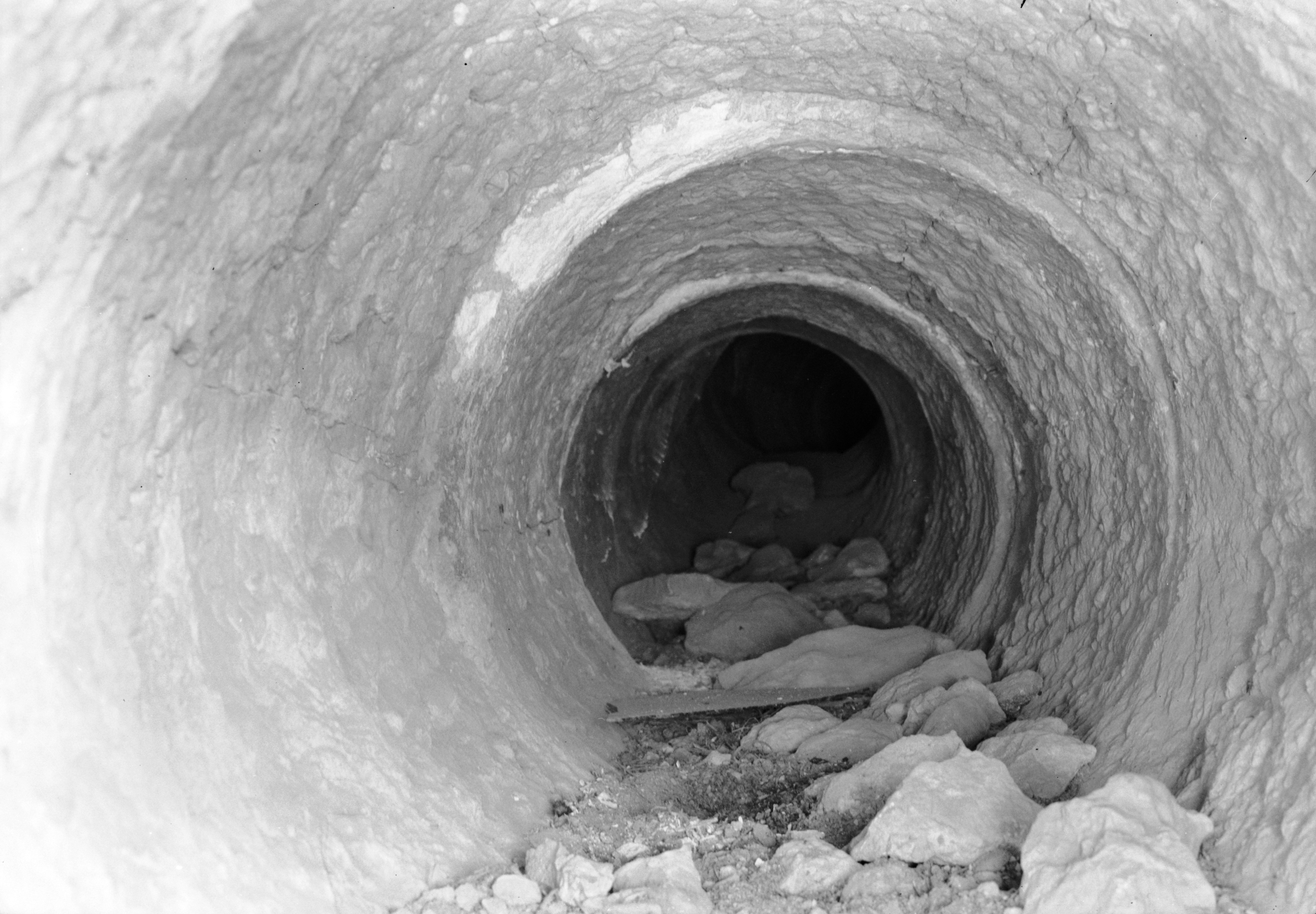

所罗门池（阿拉伯语：‎, Burak Suleīmān, Solomon's Pools；希伯來語：‎, Breichot Shlomo）是约旦河西岸地区巴勒斯坦村庄al-Khader以南的三个巨大的古代水库，在伯利恒西南5公里，靠近通往希布伦的公路。
三个水库建于约公元前100-30年间, 为矩形或梯形，长118-179米，深8-16米，总容量约29万立方米。
它们是一个复杂的古老的供水系统的一部分，负责向耶路撒冷的城市和圣殿供水。水源来自泉水以及雨水，通过两个罗马渡槽运输到此储存。

## 命名
水池以圣经中的以色列国王所罗门命名（公元前950年左右），见《传道书》2.6：“挖造水池，用以浇灌嫩小的树木。”另有传说称所罗门修造水池，供他的上千嫔妃沐浴。